# نظام الوحدات الهندسية
نظام الوحدات الهندسية هو نظام من الوحدات الطبيعية تكون قياساته الفيزيائية على أساس أن سرعة الضوء في الفراغ وثابت الجاذبية تساويان 1.